# Anna von Österreich (1528–1590)

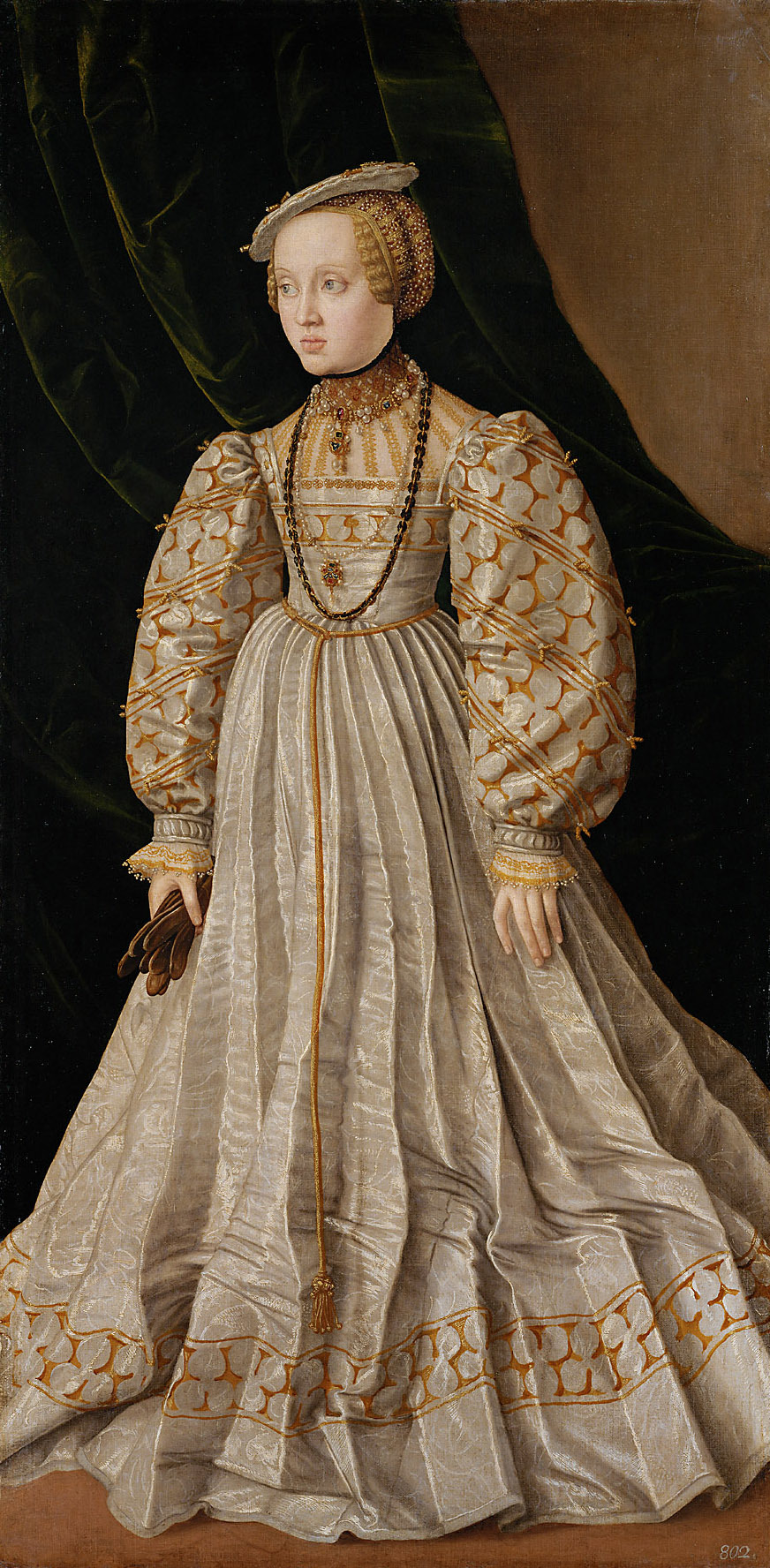
Jakob Seisenegger: Anna von Österreich, Herzogin von Bayern, Öl auf Leinwand, um 1545, Kunsthistorisches Museum, Wien

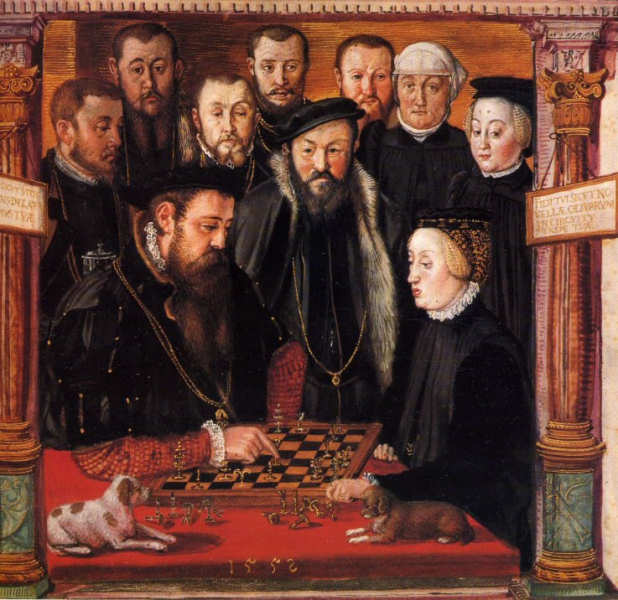
Anna und ihr Gemahl Albrecht beim Schachspiel, Gemälde von Hans Mielich, 1552

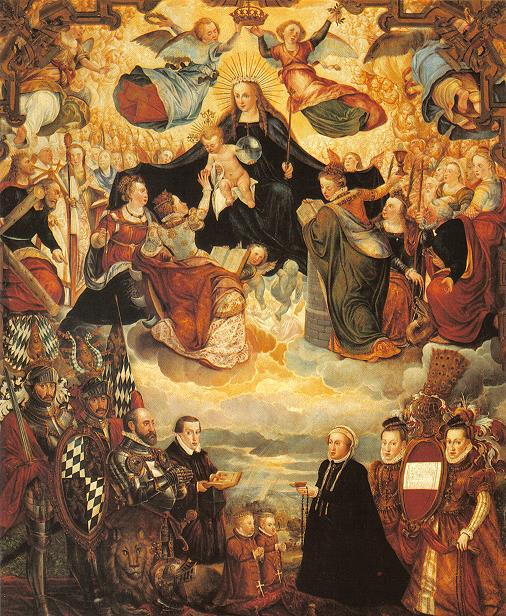
Herzog Albrecht V. und seine Gemahlin Anna von Österreich unter dem Schutz Mariens; Gemälde von Hans Mielich am Hochaltar der Frauenkirche Ingolstadt, 1572

Anna von Österreich (* 7. Juli 1528 in Prag; † 16. Oktober 1590 in München) war eine Erzherzogin von Österreich und durch Heirat Herzogin von Bayern.

## Leben
Anna war eine Tochter des späteren Kaisers Ferdinand I. (1503–1564) aus dessen Ehe mit Anna Jagiello (1503–1547), Tochter des Königs Vladislav II. von Böhmen und Ungarn. Anna wurde schon als kleines Mädchen mehrfach verlobt, zunächst mit Prinz Theodor von Bayern (1526–1534), dann mit Herzog Karl von Orleans. Doch starben beide schon vor der Eheschließung.
Anna heiratete schließlich 17-jährig am 4. Juli 1546 in Regensburg den nachmaligen Herzog Albrecht V. von Bayern (1528–1579), den Bruder ihres ersten Verlobten. Die Mitgift betrug 50.000 Gulden. Das Paar lebte bis zum Regierungsantritt Albrechts auf Schloss Trausnitz in Landshut. Durch die damit erneuerte enge Verbindung Bayerns mit dem Kaiserhaus gewährte Herzog Wilhelm IV. von Bayern den Truppen des Schwiegervaters seines Sohnes den Durchzug durch bayerisches Gebiet und es kam zur Belagerung von Ingolstadt im Schmalkaldischen Krieg.
Anna und Albrecht von Bayern hatten großen Einfluss auf das geistige Leben der Residenz und begründeten durch erhebliche finanzielle Zuwendungen und Gründungen verschiedener Museen den Ruf Münchens als Kunststadt. Anna und Albrecht gelten auch als Förderer des Malers Hans Mielich, holten Orlando di Lasso an den Hof und legten mit ihrer Buchsammlung den Grundstein der Bayerischen Staatsbibliothek.
Die als fromm beschriebene Anna unterstützte das katholische Kloster Vadstena im reformierten Schweden durch erhebliche Geldzuwendungen und galt als Unterstützerin des Franziskanerordens. In der Neuen Veste in München hatte Anna auch Anteil an der strengen Erziehung ihres Enkels, des späteren Kurfürsten Maximilian I. von Bayern, der nach ihrem Bruder benannt worden war. Für die kunstsinnige Anna wurde der so genannte Witwenbau in der Münchner Residenz errichtet, in dem sie nach dem Ableben ihres Mannes 1579 bis zu ihrem eigenen Tod Hof hielt. Dabei stand ihr ein Witwengeld von 200.000 Gulden zur Verfügung.
Als direkter Nachfahre von Erzherzogin Anna gründete der nachmalige Kaiser Karl VII. Albrecht seinen Anspruch auf die habsburgischen Erblande. Er berief sich dabei auf das Testament Kaiser Ferdinands I., der darin bestimmt hatte, dass nach dem Aussterben seiner männlichen Leibeserben seine Tochter Anna und deren männliche Nachkommenschaft das Erbe erhalten sollten. Diese Bestimmung war auch Bestandteil des Ehevertrages von Anna und Albrecht, in dem festgelegt wurde, dass nach dem Aussterben der deutschen Habsburger Böhmen, Schlesien und Mähren und nach Erlöschen der Linie der spanischen Habsburger auch Ungarn und die Erblande an Anna und ihre männlichen Nachkommen fallen sollte.

## Nachkommen
Aus ihrer Ehe hatte Anna folgende Kinder:
- Karl (*/† 1547)
- Wilhelm V. der Fromme (1548–1626), Herzog von Bayern

⚭ 1568 Prinzessin Renata von Lothringen (1544–1602)
- Ferdinand (1550–1608)

⚭ 1588 (morganatisch) Maria Pettenbeck (1574–1614)
- Maria Anna (1551–1608)

⚭ 1571 Erzherzog Karl von Österreich-Steiermark (1540–1590)
- Maximiliana Maria (1552–1614)
- Friedrich (1553–1554)
- Ernst (1554–1612), Kurfürst und Erzbischof von Köln